# Талхан
Талхан — афганські солодощі, які готуються із волоських горіхів, а також червоної або білої шовковиці. Кажуть, що nалхан нагадує шоколад, але світліший та грубіший.. Талхан переважно виробляється в гірських долинах Гіндукуша, особливо в провінції Панджшир.
Під час вторгнення СРСР в Афганістан талкан залишився важливим портативним джерелом енергії для моджахедів, які воювали проти росіян. Цей оригінальний «енергетичний батончик», який легко виготовити та можна зберігати тривалий період часу, утримав сотні бійців від голоду в суворих горах Панджширу. Є повідомлення про те, що російські солдати стверджували, що моджахеди їли «каміння» через твердість висушеного талхану та світло-темно-коричневий колір, отриманий в результаті перемішування білої та червоної шовковиці та волоськими горіхами для виготовлення талхану.